# Cathédrale de Catanzaro
La cathédrale de Catanzaro est une église catholique romaine de Catanzaro, en Italie. Il s'agit de la cathédrale de l'archidiocèse de Catanzaro-Squillace.